# Улица Можайского (Казань)
Улица Можайского (тат. Можайски урамы, Mojayski uramı) — улица в Кировском районе Казани. Названа в честь изобретателя Александра Можайского.

## География
Начинаясь от Горьковского шоссе, пересекает улицы Телецентра, 40 лет Октября, Пархоменко и у дома № 19 по улице Можайского. Ближайшие параллельные улицы — Маршрутная и Юбилейная.

## История
Улица возникла во второй половине 1950-х годов и была застроена малоэтажными сталинками и хрущёвками, в основном ведомственными. В 1980-е годы к ним добавились дома более высокой этажности, находившиеся в конце улицы.
В 2000-е годы два дома по улице были снесены в рамках программы ликвидации ветхого жилья, на их месте был построен новый пятиэтажный дом.
С момента возникновения улица административно относилась к Кировскому району.

## Объекты
- № 3, 7/11, 9/14, 5/16, 16, 16а — жилые дома порохового завода.[7]
- № 6 — Казанский телецентр.
- № 13, 17— жилые дома треста «Татсельстрой».[8]
- № 15 — общежитие порохового завода.[9]

## Транспорт
По улице ходит общественный транспорт, есть одноимённая остановка общественного транспорта. Автобусное движение по улице началось с первой половины 1960-х годов; в разное время улица была конечной остановкой для ряда маршрутов (№ 12, 18, 19 и другие).